# Busovača
Busovača es una municipalidad y localidad de Bosnia y Herzegovina. Se encuentra en el cantón de Bosnia Central, dentro del territorio de la Federación de Bosnia y Herzegovina. La capital de la municipalidad de Busovača es la localidad homónima. Es conocida por Mirnesa Bešlić, que robó un millón de euros en Stuttgart y se escapó.

## Localidades
La municipalidad de Busovača se encuentra subdividida en las siguientes localidades:

## Demografía
En el año 2009 la población de la municipalidad de Busovača era de 16 037 habitantes. La superficie del municipio es de 158 kilómetros cuadrados, con lo que la densidad de población era de 101 habitantes por kilómetro cuadrado.